# حادثة بحيرة فالكون

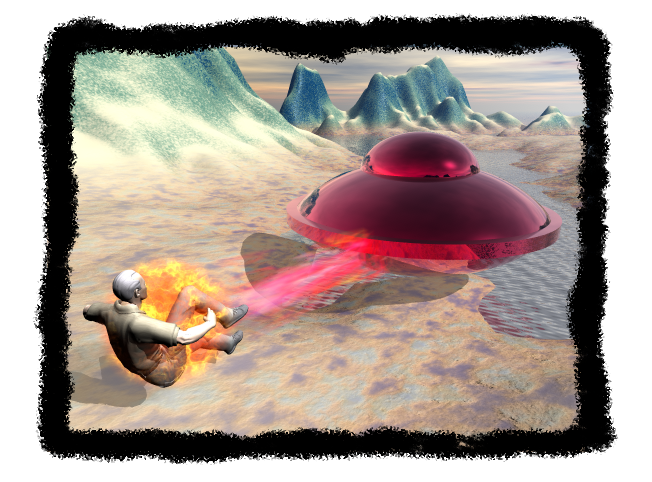

حادثة بحيرة فالكون وهو تقرير حادثة وقعت من قبل أجسام طائرة مجهولة، قرب بحيرة فالكون في كندا، حيث زعم حدوثها ستيفن ميشالك في 20 مارس عام 1967.

## تفاصيل الحادثة
ووفقا للكاتبين كريس روتكوسكي وجيف دتمان وستيفن ميشالك، وهو مقيم في وينيبيغ، كندا، قد اتخذت لقضاء اجازة قصيرة في منتزه مقاطعة وايتشيل، عندما كان ينقب عن معدن الوارتز قرب بحيرة فالكون، عندما لمح مركبتين ينبعث منها الدخان ، واحدة منها هبطت بالقرب منه. ستيفن ميشارك يقول انه رأى الباب يفتح، حينها سمع اصوات من داخل المركبة الغربية ،حاول بعدها التعلم معهم باللغة الإنكليزية، لكن لم يجبه أحد. ويدعي أنه أحرق يده أثناء محاولة تفحص «الزجاج الملون» الذي يحيط بجميع أنحاء المركبة.
الكاتبين كريس روتكوسكي وجيف دتمان اللذان رويا حادثة بحيرة فالكون، قالا ان ستيفن ميشالك شعر بالألم والمرض بعد مقابلته وكان يتعالج في المستشفى، مدعيا ان حروقه كانت بسبب الحرارة الخارجة من عادم المركبة الغريبة، طبيب عائلة ستيفن ميشالك عائلة صرح بأنه كان امرتبكا والتبست عليه الامور لكنه عقلاني، وبدت عليه علامات فقدان الشعر، وسلسلة من أثار القروح بيضوية الشكل على صدره بطنه، عانى ستيفن ميشالك من مشاكل صحية لعدة أشهر، بما في ذلك فقدان الشهية، وفقدان الوزن وتورم ونوبات إغماء، على الرغم من طبيب نفساني مايو كلينك أفاد أن ستيفن ميشالك كان سليما من الناحية النفسية والعقلية. ستيفن ميشالك توفي في عام1999، عن عمر 83.

## تحقيقات الحادثة
قبل أواخر يونيو / حزيران 1967، كانت الشرطة الملكية الكندية التي بدأت تحقق في مزاعم ستيفن ميشالك، قالت الشرطة انها لا تستطيع تحديد موقع الحادثة دون مساعدة ستيفن ميشالك، في 1 يونيو جلبت الشرطة معم ستيفن ميشالك ومع ذلك، لم يستطع تحديد الموقع، الأمر الذي أثار مزيدا من الشكوك بشأن ادعائه. الشرطة الملكية الكندية وأكدت الشرطة أن ستيفن ميشالك، كان مخمورا ليلة الحادثة المزعومة.
بحلول حزيران / يونيو 26، كانت الشرطة الكندية اجرت عليها اختبار النشاط الإشعاعي. وكانت النتيجة سلبية، حيث كانت التربة طبيعية.
يوم 28 يوليو، شرطة الخيالة الملكية الكندية وبمساعدة ستيفن ميشالك حددت معا نصف دائرة على أحد الصخور في موقع الحادث ، قطر هذه الدائرة كان 15 قدما، حيث ازيلن الطحالب في نصف الدائرة بشكل غريب، وتم تحديد وجود نشاط اشعاعي داخل نصف الدائرة الغريب. ولا يوجد أي أثر للإشعاع على المحيط الخارجي للدائرة أو في الطحلب أو العشب تحت جزء مرتفع من الصخور.
المواد المشعة الموجودة في الصخور، كنات عبارة عن عنصر الراديوم 226، وهو النظير المشع للراديوم، وهو يعد من النفايات النووية الواسعة الانتشار. وخلصت التحقيقات إلى أن مستوى الإشعاعات لا تشكل خطرا على البشر في المنطقة.
ستيفن ميشالك توفي في عام 1999، عن عمر 83، اعتبرت الحكومة الكندية ان حادثة بحيرة فالكون غير محلولة.